# Charles Fourier
François Marie Charles Fourier (n. 7 aprilie 1772, Besançon, Franța – d. 10 octombrie 1837, Paris, Franța) a fost un filozof socialist de tendință utopistă și economist francez.
A realizat o critică profundă a societății capitaliste, dezvăluind contradicțiile acesteia.

## Concepții filozofice
Pornind de la ideile materialiștilor francezi, Fourier considera că societatea viitoare va trebui să corespundă naturii umane, să permită satisfacerea pasiunilor inerente ale acesteia.
Reliefând contradicțiile capitalismului de atunci (existența crizelor economice, starea de mizerie a muncitorimii, diferențele dintre oraș și sat, discriminarea femeii ș.a.), propune o societate ale cărei trăsături vor fi aspirațiile comuniștilor de mai târziu: absența antagonismelor sociale, dezvoltarea personalității umane, concordanța dintre interesele individuale și cele colective.

## Scrieri
- Sur les charlataneries commerciales, Lyon 1807;
- Théorie des quatre mouvements et des destinées générales [Teoria celor patru mișcări și a destinelor generale], Leipzig 1808;
- Le nouveau monde industriel et sociétaire, Paris 1829.
- Fourier, Charles. Oeuvres complètes, 12 vols. Paris: Anthropos, 1966-1968.